# Юлиана фон Брауншвайг-Волфенбютел
Юлиана Мария фон Брауншвайг-Волфенбютел-Беверн (на немски: Juliane Marie von Braunschweig-Wolfenbüttel-Беверн; на датски: Juliane Marie af Braunschweig-Wolfenbüttel-Bevern) от рода Велфи е принцеса от Княжество Брауншвайг-Волфенбютел и чрез женитба кралица на Дания и Норвегия (1752 – 1766), de facto регентка (1772 – 1784).

## Биография

### Произход
Родена е на 4 септември 1729 г. във Волфенбютел. Тя е най-малката дъщеря на княз Фердинанд Албрехт II фон Брауншвайг-Волфенбютел (1680 – 1735) и съпругата му принцеса Антоанета Амалия фон Брауншвайг-Волфенбютел (1696 – 1762), дъщеря на херцог Лудвиг Рудолф фон Брауншвайг. Юкиана е племенница по майчина линия на Елизабет, съпругата на император Карл VI, и на Шарлота, съпругата на царевич Алексей Петрович от Русия.
Сестра ѝ Елизабет Христина (1715 – 1797) се омъжва през 1733 г. за Фридрих II Велики от Прусия. Брат ѝ Карл I се жени 1733 г. за Филипина Шарлота Пруска, сестрата на Фридрих II Велики. Брат ѝ Антон Улрих (1714 – 1774), се жени 1739 г. за Анна Леополдовна от Русия и е баща на цар Иван VI. Сестра ѝ Луиза Амалия (1722 – 1780) се омъжва 1742 г. за принц Август Вилхелм Пруски, по-малък брат на Фридрих II Велики.

### Кралица на Дания и Норвегия
Юлиана Мария се омъжва на 8 юли 1752 г. в двореца Фредериксборг за Фредерик V, крал на Дания и Норвегия (* 31 март 1723; † 14 януари 1766) от Дом Олденбург, крал от 1746 г., единственият син на крал Кристиан VI и София Магдалена фон Бранденбург-Кулмбах. Тя е втората му съпруга.
Юлиана не успява да си спечели народната обич като нейната предшественичка Луиза Британска († 1751), която е майка на Кристиан VII, крал от 1766 г. След смъртта на Фредерик V през 1766 г. тя се оттегля във вдовишката си резиденция.
Нейното единствено дете е наследствен принц Фредерик Датски (* 11 октомври 1753; † 7 декември 1805).
През 1780 г. тя приема в двора в Копенхаген четирите живи братя и сестри на убития ѝ през 1764 г. племенник цар Иван VI (1740 – 1764): Катарина (1741 – 1807), Елизабет (1743 – 1782), Петер (1745 – 1798) и Алексей (1746 – 1787).
Тя си разменя повече от двеста писма с Фридрих II Велики.

### Смърт
Умира на 10 октомври 1796 г. в двореца Фреденсборг, Дания, на 66-годишна възраст. Погребана е в катедралата в Роскиле.

## Деца
Юлиана Мария и Фредерик V имат един син:
- Фредерик Датски (* 11 октомври 1753; † 7 декември 1805), наследствен принц на Дания, регент (1772 – 1784), женен през 1774 г. за София Фредерика фон Мекленбург (1758 – 1794). Техният син Кристиан VIII става крал на Дания през 1839 г.

## Галерия
- Юлиана Мария, кралица на Дания и Норвегия
- Юлиана Мария, кралица на Дания и Норвегия, 1776
- Дворец Фреденсборг
- Саркофаг на Юлиана Мария в катедралата Роскиле